# Bandquerprofil
Durch Kalt- oder Warmwalzen hergestelltes Metallband hat wegen der Walzenbiegung unter Last keine konstante Dicke über die Bandbreite. Das charakteristische Querprofil eines Metallbands kann  durch folgende Parameter beschrieben werden:
- Das Profil {\displaystyle C_{40}=h_{m}-{\frac {h_{A}+h_{B}}{2}}} ist die Überhöhung der Bandmitte (Index {\displaystyle _{m}}) gegenüber den Rändern (Indizes {\displaystyle _{A}}, {\displaystyle _{B}}).
- Der Keil {\displaystyle K_{40}=h_{A}-h_{b}} ist der Unterschied der Dicken an beiden Bandkanten.
- Die Kantenanschärfung {\displaystyle W=h_{100}-h_{15}} ist der progressive Kantenabfall an den Rändern, der durch den Querfluss an den Bandkanten und der verringerten Walzenabplattung hervorgerufen wird.

Die Zahlen im Index geben den Abstand in Millimetern von der Bandkante an: für das Profil und den Keil werden gewöhnlich 40 mm verwendet, für die Kantenanschärfung gibt es keine allgemein gültige Konvention.
Zum Beeinflussen des Querprofils gibt es u. a. diese Möglichkeiten:
- Das Verwenden von Stützwalzen, z. B. in Quarto-, Sexto- oder 20-Rollen-Anordnung
- Das Biegen der Walzen durch an den Walzenzapfen angreifende Kräfte; dabei kann die Arbeits- oder die Stützwalze gebogen werden.
- Das axiale Verschieben von speziell geformten Walzen gegeneinander, z. B. in CVC-, HC- oder smart crown-Form
- Das Verschränken der Walzen gegeneinander
- Das selektive Abstützen der Stütz- oder Arbeitswalzen
- Das Bombieren der Walzen
- Beeinflussen der thermischen Bombierung durch breitenabhängige Kühlung
- Verwenden von Walzen mit variierbarer Bombierung